# Elmedin Omanić
Elmedin Omanić (ur. 4 czerwca 1967 w Sarajewie) – bośniacki trener koszykarski, obecnie trener Energi Krajowej Grupy Spożywczej Toruń.
Omanić w rodzinnej Bośni był trenerem Željezničara Sarajewo oraz kobiecej reprezentacji Bośni i Hercegowiny. Do Polski trafił w 2005 roku, bezpośrednio po zdobyciu złotego medalu z żeńskim zespołem z Sarajewa.
Przez dwa sezony prowadził damską drużynę Wisły Kraków. W obu zdobył z krakowskim zespołem mistrzostwo Polski, dzięki czemu przerwał ośmioletnią dominację drużyny Lotosu (wcześniej Polpharmy) Gdynia. Także w obu sezonach prowadził Wisłę w Eurolidze – dwukrotnie jego zespół kończył rozgrywki w fazie 1/8 finału.
Po odejściu z Wisły ponownie został szkoleniowcem sekcji kobiecej w Željezničarze, z którą zdobył kolejny tytuł mistrzowski. W sezonie 2007/2008 został wybrany najlepszym trenerem kobiecego zespołu w kraju. Po jednym sezonie spędzonym w Bośni, Omanić został zatrudniony przez toruński klub Katarzynki. Początkowo podpisał jednoroczny kontrakt.
W swoim drugim sezonie w Toruniu, Omanić poprowadził Katarzynki do największego sukcesu w historii klubu – trzeciego miejsca i brązowego medalu PLKK. Po zakończonym medalem sezonie szkoleniowiec podpisał kontrakt na kolejne dwa lata. Wynik z 2010 roku prowadzone przez Omanicia torunianki powtórzyły dwa lata później.
Bośniacki szkoleniowiec jest również znany z kontrowersyjnych wypowiedzi i porywczego charakteru, który niekiedy okazuje m.in. w stosunku do sędziów.
11 maja 2019 objął stanowisko trenera ENEI AZS Poznań. 10 stycznia 2020 opuścił klub. 1 września 2022 został po raz kolejny w karierze trenerem zespołu z Torunia.